# Palau Dolfin
El Palau Dolfin és un palau de Venècia, situat al barri de San Polo i amb vistes al costat dret del Gran Canal, entre el Palau Marcello dei Leoni i el Palau Dandolo Paolucci.

## Arquitectura
És un palau d'estil renaixentista que conserva alguns elements gòtics originals, té una façana al Gran Canal i un costat que baixa cap al carrer del Traghetto Vecchio. La planta baixa, amb un portal d'aigua d'arc de mig punt situat cap al costat dret, té una base de pedra, a diferència de la resta de l'estructura, que està arrebossada.
La planta principal té una finestra trífora amb un petit balcó a l'esquerra i un parell de finestres monófores a la dreta, totes amb arcs de mig punt, mentre que la segona planta, dividida per una fina corda, està composta per dos parells de finestres gòtiques monófores.